# Esperens Herre
Esperens Herre är en relativt svagväxande päronsort vilket betyder att träden blir ganska små. Normal mognadstid är mitten till slutet av september. Frukterna är gulgröna med saftigt fruktkött. I Sverige är sorten härdig upp till växtzon IV. Normal skördetid vid Alnarp(zon 1) är 19 september. Pollineras bland annat av päronsorterna; Augustipäron, Clapps Favorit, Clara Frijs, Colorée de Julliet, Conference, Göteborgs Diamant, Herzogin Elsa, Hovsta, Pierre Corneille.